# Nu couché (Modigliani, New York)
Pour les articles homonymes, voir Nu couché (homonymie).
Nu couché est une peinture de l'artiste italien Amedeo Modigliani. Réalisé à la peinture à l'huile sur toile en 1917, le tableau fait partie de la célèbre série de nus de Modigliani. L'œuvre fait partie de la collection du Metropolitan Museum of Art de New York.